# Serjania mexicana
Serjania mexicana là một loài thực vật có hoa trong họ Bồ hòn. Loài này được (L.) Willd. miêu tả khoa học đầu tiên năm 1799.